# Battaglia del Cer
La battaglia del Cer, conosciuta anche come battaglia dello Jadar (dal nome del fiume vicino al cui corso si tennero la maggior parte dei combattimenti) fu uno scontro avvenuto durante la campagna di Serbia, agli inizi della prima guerra mondiale. Questa battaglia viene ritenuta il primo successo dell'Intesa nella guerra: lo scontro, infatti, che vide contrapposti austriaci e serbi, decretò la vittoria di questi ultimi.
Le forze austro-ungariche erano comandate dal generale Oskar Potiorek, mentre le truppe serbe erano guidate dal generale Stepa Stepanović.

## La battaglia

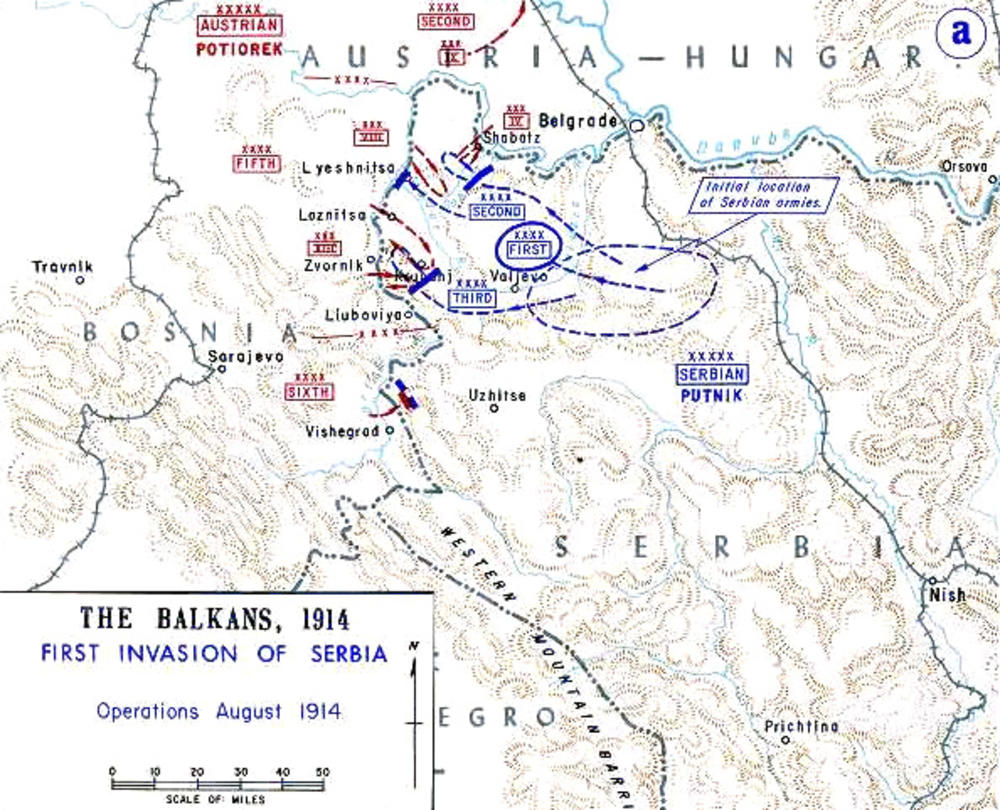
Primo attacco alla Serbia, Agosto
1914

### La spinta austriaca
Durante le fasi iniziali della guerra, il Gruppo balcanico dell'esercito austro-ungarico, sotto il comando del generale Potiorek, si era spinto nel nord-ovest della Serbia, fin oltre i fiumi Sava e Drina, conquistando anche la città di Šabac. Grazie a tale avanzamento delle teste di ponte, al 12 agosto molte unità della 2ª e della 5ª Armata erano già entrate in Serbia. La 6ª Armata, diretta personalmente da Potiorek, si stava concentrando a sud e non si trovava nella giusta posizione per poter lanciare un attacco su larga scala, cosicché toccò alla 5ª, comandata dal generale Liborius Ritter von Frank, nei giorni che seguirono, condurre il grosso delle operazioni offensive contro le forze serbe.
Seguendo il piano di Potiorek, l'Armata avrebbe dovuto attaccare in direzione della città di Valjevo subito dopo essere entrati in territorio serbo e conquistarla entro cinque giorni.

### La risposta dei Serbi
I rapporti che segnalavano l'incursione austriaca raggiunsero il comando serbo lo stesso giorno d'inizio dell'attacco austriaco (il 12). Nonostante fosse evidente che il nemico avesse intrapreso una grossa operazione, il voivoda Radomir Putnik, comandante dell'esercito serbo, continuava a credere che il grosso delle truppe austro-ungariche sarebbe arrivato da nord, concentrando l'attacco nella valle della Morava. Ci volle un po' di tempo affinché il suo assistente, il generale Živojin Mišić, e il Capo delle Operazioni, il colonnello Živko Pavlović, lo convincessero a controbattere con una forte reazione all'attacco austriaco.
Alla pressione che stavano esercitando le armate di Austria-Ungheria si aggiunse quella degli Alleati, che nel frattempo si trovavano in difficoltà negli scontri nel nord-ovest dell'Europa: essi, infatti, chiedevano alla Serbia di assumere un atteggiamento più offensivo nei confronti degli Imperi Centrali. Il Comando serbo, di risposta, affermò che le loro unità erano già impegnate nel contrattacco verso le teste di ponte austriache. La 2ª Armata serba, comandata dal generale Stepa Stepanović, avanzò in direzione del monte Cer, la divisione Šumadija si diresse verso Šabac, mentre la Divisione di Cavalleria si mosse verso la Mačva. Sul fianco sinistro, invece, la 3ª Armata, sotto il comando del generale Pavle Jurišić Šturm, entrò nel vivo della battaglia lanciando una massiccia offensiva, cozzando con il grosso delle forze nemiche.
La 2ª Armata era dunque, a causa della sua posizione, nel centro della formazione dell'ala nordoccidentale delle truppe serbe, la più forte delle tre armate che si trovavano in zona, non tanto in termini quantitativi ma qualitativi: l'armata numericamente più grande era, infatti, la 1a, a cui era stato affidato l'incarico di proteggere l'entrata alla valle della Morava, che era la via migliore per entrare nel cuore del territorio serbo, poiché non vi erano, a protezione, difese naturali come nelle regioni montuose a nord-est e nord-ovest.
La 2ª Armata era, infatti, costituita da giovani di venti anni o poco più, i primi ad aver risposto alla chiamata alle armi. Essi avevano ricevuto il miglior addestramento possibile ed erano equipaggiati in maniera migliore rispetto agli altri soldati serbi. L'Armata era suddivisa in quattro divisioni: la Šumadijska, la Moravska, la Dunavska e una divisione Kombinovana (trad. “combinata”). La Dunavska era, inoltre, la divisione responsabile della difesa di Belgrado, la capitale serba: per tale motivo ad essa erano stati aggiunti alcuni reggimenti.
La disposizione dell'Armata era stata pensata dal voivoda Putnik per permettere alle divisioni della 2ª Armata di essere unite a quelle della 1ª o della 3ª Armata. La 2ª, infatti, si trovava in una posizione centrale ed era necessario mantenere una certa flessibilità per poterla eventualmente spostare nel caso si presentassero degli sviluppi che necessitavano tatticamente di questa manovra. Dopo che, però, divenne chiara la direttrice d'attacco nemica, le tre Armate si raggrupparono e la 2ª si trovò così a dover fronteggiare la 5ª Armata di Von Frank, l'unica che era già riuscita ad entrare in territorio serbo con tutto l'organico. I luoghi dello scontro sarebbero stati il monte Cer e la valle del fiume Jadar.

### Lo scontro sul Cer
Nella notte tra il 15 e il 16 agosto 200 000 soldati austro-ungarici attaccarono 180,000 soldati serbi, ma, dopo sanguinosi scontri nelle vicinanze di Tekeriš, furono obbligati a ritirarsi. il giorno seguente gli austriaci attaccarono nuovamente, costringendo i serbi alla ritirata. La linea del fronte si stabilizzò lo stesso giorno solo dopo l'intervento del generale Stepanović. Nella notte del 19 agosto, i soldati austro-ungarici incominciarono a ritirarsi al di là della Drina, sancendo la vittoria serba. Ebbe così termine la principale battaglia dell'intero scontro.

## Esito
Gli austriaci registrarono circa 18 500 tra morti e feriti, mentre 6,500 furono presi prigionieri. I serbi persero all'incirca 4 785 soldati e 250 ufficiali. Gli invasori si ritirarono dal Sandžak, posticipando la loro offensiva verso la Serbia. Gli austriaci continuarono per tutto l'autunno del 1914 ad attaccare le postazioni serbe, senza successi considerevoli. Questa battaglia fu, come già detto, la prima vittoria dell'Intesa sugli Imperi Centrali. A seguito della sua impresa, il generale Stepa Stepanović fu promosso al grado di voivoda, il massimo raggiungibile nell'esercito serbo.